# Chromobotia
Chromobotia – monotypowy rodzaj ryb karpiokształtnych z rodziny Botiidae.

## Klasyfikacja
Gatunek zaliczany do tego rodzaju:
- Chromobotia macracanthus – bocja wspaniała[3]